# Senta longipennis
Senta longipennis är en fjärilsart som beskrevs av George Francis Hampson 1905. Senta longipennis ingår i släktet Senta och familjen nattflyn. Inga underarter finns listade i Catalogue of Life.